# AFC Ajax in het seizoen 2023/24 (vrouwen)
Het seizoen 2023/24 was het 12e jaar in het bestaan van de Amsterdamse vrouwenploeg van Ajax. De club kwam uit in de Eredivisie en nam ook deel aan het toernooi om de KNVB beker en de Eredivisie Cup. Door het doorkomen van 2 kwalificatie rondes speelde het team in het hoofdtoernooi van de Women’s Champions League.
In de competitie behaalt Ajax de tweede plek, en blijft het tot de laatste wedstrijd spannend of ze kampioen zouden worden. In de Eredivisie Cup verliezen ze de halve finale van PSV, maar in het bekertoernooi zijn ze succesvol en winnen ze de finale van Fortuna Sittard. Maar het meest succesvol is Ajax in de Champions League, waarin ze als eerste Nederlandse team doordringen tot de poule-fase, waarin ze drie thuiswedstrijden in de Johan Cruyff-ArenA spelen. De thuiswedstrijden worden alle drie gewonnen, waardoor ze tweede in de poule worden, en doorgaan naar de knock-outfase. Hier komen ze het Engelse Chelsea tegen, en strandden ze in de kwartfinale.

## Selectie en technische staf

### Selectie
| Nr.             | Nat.                      | Naam               | Competitie  | Competitie  | Beker       | Beker       | Supercup    | Supercup    | Eredivisie Cup | Eredivisie Cup | Champions League | Champions League | Totaal      | Totaal      | Seizoen bij AFC Ajax | Vorige club     | Contract     |
| Nr.             | Nat.                      | Naam               | W           | Goal        | W           | Goal        | W           | Goal        | W              | Goal           | W                | Goal             | W           | Goal        | Seizoen bij AFC Ajax | Vorige club     | Contract     |
| Doelvrouwen     | Doelvrouwen               | Doelvrouwen        | Doelvrouwen | Doelvrouwen | Doelvrouwen | Doelvrouwen | Doelvrouwen | Doelvrouwen | Doelvrouwen    | Doelvrouwen    | Doelvrouwen      | Doelvrouwen      | Doelvrouwen | Doelvrouwen | Doelvrouwen          | Doelvrouwen     | Doelvrouwen  |
| --------------- | ------------------------- | ------------------ | ----------- | ----------- | ----------- | ----------- | ----------- | ----------- | -------------- | -------------- | ---------------- | ---------------- | ----------- | ----------- | -------------------- | --------------- | ------------ |
| 1               | Vlag van Nederland        | Regina van Eijk    | 21          | 0           | 4           | 0           | 1           | 0           | 0              | 0              | 10               | 0                | 35          | 0           | 3e                   | Jeugd           | 30 juni 2024 |
| 13              | Vlag van Nederland        | Lois Niënhuis      | 1           | 0           | 0           | 0           | 0           | 0           | 1              | 0              | 0                | 0                | 2           | 0           | 1e                   | FC Twente       | 30 juni 2024 |
| 31              | Vlag van Nederland        | Dionne van der Wal | 0           | 0           | 0           | 0           | 1           | 0           | 0              | 0              | 0                | 0                | 1           | 0           | 2e                   | sc Heerenveen   | 30 juni 2024 |
| Verdedigsters   |                           |                    |             |             |             |             |             |             |                |                |                  |                  |             |             |                      |                 |              |
| 3               | Vlag van Nederland        | Roos van der Veen  | 0           | 0           | 0           | 0           | 0           | 0           | 0              | 0              | 0                | 0                | 0           | 0           | 2e                   | sc Heerenveen   | 30 juni 2024 |
| 6               | Vlag van Nederland        | Jonna van de Velde | 11          | 1           | 3           | 1           | 0           | 0           | 1              | 0              | 5                | 0                | 20          | 2           | 4e                   | Jeugd           | 30 juni 2025 |
| 18              | Vlag van Nederland        | Milicia Keijzer    | 13          | 0           | 4           | 0           | 1           | 0           | 1              | 0              | 9                | 0                | 28          | 0           | 2e                   | Jeugd           | 30 juni 2024 |
| 20              | Vlag van Verenigde Staten | Lily Yohannes      | 20          | 5           | 1           | 0           | 1           | 0           | 1              | 0              | 8                | 0                | 31          | 5           | 1e                   | Jeugd           | 30 juni 2026 |
| 22              | Vlag van Nederland        | Quinty Sabajo      | 18          | 2           | 2           | 2           | 1           | 0           | 1              | 0              | 5                | 1                | 27          | 4           | 4e                   | sc Heerenveen   | 30 juni 2024 |
| 24              | Vlag van Nederland        | Daliyah de Klonia  | 13          | 1           | 4           | 1           | 0           | 0           | 1              | 0              | 5                | 0                | 22          | 2           | 1e                   | Jeugd           | 30 juni 2025 |
| 25              | Vlag van Nederland        | Kay-lee de Sanders | 20          | 1           | 3           | 0           | 0           | 0           | 1              | 0              | 9                | 0                | 34          | 0           | 5e                   | Jeugd           | 30 juni 2025 |
| 26              | Vlag van Nederland        | Isa Kardinaal      | 16          | 1           | 3           | 0           | 0           | 0           | 1              | 0              | 7                | 0                | 28          | 0           | 3e                   | Jeugd           | 30 juni 2025 |
| Middenveldsters |                           |                    |             |             |             |             |             |             |                |                |                  |                  |             |             |                      |                 |              |
| 5               | Vlag van Aruba            | Soraya Verhoeve    | 10          | 0           | 2           | 0           | 0           | 0           | 1              | 0              | 4                | 0                | 17          | 0           | 7e                   | Jeugd           | 30 juni 2024 |
| 8               | Vlag van Nederland        | Sherida Spitse     | 22          | 4           | 3           | 1           | 1           | 0           | 1              | 0              | 9                | 2                | 36          | 7           | 4e                   | Valerenga IF    | 30 juni 2025 |
| 10              | Vlag van Nederland        | Nadine Noordam     | 17          | 4           | 4           | 3           | 1           | 0           | 1              | 0              | 10               | 0                | 33          | 7           | 3e                   | ADO Den Haag    | 30 juni 2025 |
| 16              | Vlag van Nederland        | Danique Noordman   | 17          | 2           | 3           | 0           | 1           | 0           | 1              | 0              | 10               | 0                | 32          | 2           | 3e                   | PEC Zwolle      | 30 juni 2026 |
| 21              | Vlag van Nederland        | Rosa van Gool      | 22          | 0           | 2           | 1           | 1           | 0           | 0              | 0              | 10               | 0                | 35          | 1           | 3e                   | Jeugd           | 30 juni 2025 |
| 24              | Vlag van Nederland        | Iris Stiekema      | 0           | 0           | 0           | 0           | 0           | 0           | 0              | 0              | 0                | 0                | 0           | 0           | 4e                   | Jeugd           | 30 juni 2024 |
| Aanvalsters     |                           |                    |             |             |             |             |             |             |                |                |                  |                  |             |             |                      |                 |              |
| 7               | Vlag van Nederland        | Romée Leuchter     | 18          | 18          | 2           | 4           | 1           | 1           | 0              | 0              | 10               | 8                | 32          | 33          | 3e                   | PSV             | 30 juni 2024 |
| 9               | Vlag van Nederland        | Nikita Tromp       | 1           | 0           | 0           | 0           | 0           | 0           | 0              | 0              | 0                | 0                | 1           | 0           | 5e                   | PEC Zwolle      | 30 juni 2024 |
| 11              | Vlag van Nederland        | Ashleigh Weerden   | 11          | 0           | 2           | 0           | 1           | 0           | 1              | 0              | 8                | 0                | 23          | 0           | 2e                   | Montpellier HSC | 30 juni 2024 |
| 12              | Vlag van Nederland        | Isabelle Hoekstra  | 7           | 0           | 0           | 0           | 0           | 0           | 0              | 0              | 3                | 0                | 10          | 0           | 4e                   | Jeugd           | 30 juni 2024 |
| 15              | Vlag van Nederland        | Chasity Grant      | 18          | 6           | 4           | 0           | 1           | 0           | 1              | 0              | 10               | 3                | 34          | 9           | 4e                   | ADO Den Haag    | 30 juni 2025 |
| 17              | Vlag van Nederland        | Bente Jansen       | 15          | 3           | 3           | 2           | 1           | 0           | 1              | 0              | 3                | 0                | 23          | 5           | 1e                   | FC Twente       | 30 juni 2024 |
| 19              | Vlag van Nederland        | Tiny Hoekstra      | 19          | 9           | 4           | 2           | 1           | 1           | 1              | 1              | 10               | 2                | 35          | 15          | 3e                   | sc Heerenveen   | 30 juni 2025 |
| 23              | Vlag van Nederland        | Lotte Keukelaar    | 16          | 2           | 4           | 0           | 0           | 0           | 0              | 0              | 6                | 0                | 27          | 2           | 1e                   | Jeugd           | 30 juni 2025 |
| 29              | Vlag van Nederland        | Danique Tolhoek    | 18          | 4           | 2           | 3           | 1           | 0           | 1              | 0              | 5                | 1                | 27          | 7           | 1e                   | Jeugd           | 30 juni 2025 |
| Nr.             | Nat.                      | Naam               | W           | Goal        | W           | Goal        | W           | Goal        | W              | Goal           | W                | Goal             | W           | Goal        | Seizoen bij AFC Ajax | Vorige club     | Contract     |
| Nr.             | Nat.                      | Naam               | Competitie  | Competitie  | Beker       | Beker       | Supercup    | Supercup    | Eredivisie Cup | Eredivisie Cup | Champions League | Champions League | Totaal      | Totaal      | Seizoen bij AFC Ajax | Vorige club     | Contract     |

### Legenda
| # | Reden                                          |
| - | ---------------------------------------------- |
|   | Heeft de club in het lopende seizoen verlaten. |

### Technische staf
| Naam            | Functie           |
| --------------- | ----------------- |
| Suzanne Bakker  | Hoofdtrainer      |
| Sander Luiten   | Assistent-trainer |
| Wim Bouckaert   | Skills-trainer    |
| Robbie Tetteroo | Keeperstrainer    |

## Transfers

### Zomer

#### Aangetrokken 2023/24
| Nat.               | Naam             | Van        | Contract     | Bijzonderheden |
| ------------------ | ---------------- | ---------- | ------------ | -------------- |
| Vlag van Nederland | Bente Jansen     | FC Twente  | 30 juni 2024 |                |
| Vlag van Nederland | Lois Niënhuis    | FC Twente  | 30 juni 2024 |                |
| Vlag van Nederland | Danique Noordman | PEC Zwolle | 30 juni 2026 |                |

#### Vertrokken 2023/24
| Nat.               | Naam                | Naar                | Bijzonderheden |
| ------------------ | ------------------- | ------------------- | -------------- |
| Vlag van Nederland | Eshly Bakker        | FC Utrecht          |                |
| Vlag van Nederland | Fiene Bussman       | FC Twente           |                |
| Vlag van Nederland | Lisa Doorn          | TSG 1899 Hoffenheim |                |
| Vlag van Nederland | Lize Kop            | Leicester City      |                |
| Vlag van Nederland | Elisha Kruize       | FC Utrecht          |                |
| Vlag van Nederland | Marthe Munsterman   | FC Utrecht          |                |
| Vlag van Nederland | Liza van der Most   | FC Utrecht          |                |
| Vlag van Nederland | Vita van der Linden | OH Leuven           |                |

### Winter

#### Aangetrokken 2023/24
| Nat. | Naam | Van | Bijzonderheden |
| ---- | ---- | --- | -------------- |
|      |      |     |                |

#### Vertrokken 2023/24
| Nat. | Naam | Van | Bijzonderheden |
| ---- | ---- | --- | -------------- |
|      |      |     |                |

## Wedstrijdstatistieken

### Oefenwedstrijden
| Oefenwedstrijd 1                                                                                | 1. FC Köln                                                 | 1 – 5 (0 – 4)    | Ajax                                                                               | Opstelling Ajax |
| 4 augustus 2023 Aanvangstijd: 15.30 uur Plaats: Straelen, Duitsland Stadion an der Römerstrasse | Meike Messner 78'                                          | Wedstrijdverslag | 8', 40' Romée Leuchter 30' Tiny Hoekstra 41' Isabelle Hoekstra 58' Danique Tolhoek | Van der Wal, Keijzer, De Sanders , Yohannes, Weerden, Noordam, T.Hoekstra, Jansen, Leuchter, Grant, I.Hoekstra |
| Oefenwedstrijd 2                                                                                | Ajax                                                       | 0 – 1 (0 – 0)    | 1. FC Nürnberg                                                                     | Opstelling Ajax |
| 12 augustus 2023 Aanvangstijd: 15.30 uur Plaats: Boppard, Duitsland Bomag-Stadion               |                                                            | Wedstrijdverslag | 61' Madeleine Steck                                                                | Van der Wal, Noordam, De Sanders, Kardinaal, Weerden, Van Gool, Sabajo, Van de Velde, T.Hoekstra , Leuchter, I. Hoekstra |
| Oefenwedstrijd 3                                                                                | Ajax                                                       | 0 – 3 (0 – 1)    | Paris FC                                                                           | Opstelling Ajax |
| 18 augustus 2023 Aanvangstijd: 14.30 uur Plaats: Amsterdam De Toekomst                          |                                                            | Wedstrijdverslag | 27' Gaëtane Thiney 77', 88' Kadidia Traore                                         | Van Eijk ( 45' Van der Wal), Noordam , De Sanders, Kardinaal ( 75' Yohannes), Weerden, Van Gool ( 75' Keijzer), Sabajo, Van de Velde ( 45' Jansen), Grant ( 85' Keukelaar), Leuchter, T.Hoekstra                                                                                 |
| Oefenwedstrijd 4                                                                                | Olympique Lyon                                             | 1 – 2 (1 – 1)    | Ajax                                                                               | Opstelling Ajax |
| 26 augustus 2023 Aanvangstijd: 11.30 uur Plaats: Lyon Groupama OL Training Center               | Ines Benyahia 40'                                          | Wedstrijdverslag | 32', 58' Romée Leuchter                                                            | Van der Wal ( 77' van Eijk), Noordam, De Sanders ( 77' Keijzer), Spitse ( 33' Jansen, Weerden, van Gool, Sabajo ( 63' Noordman, Yohannes, Grant 63' Keukelaar), Leuchter ( 77' I. Hoekstra, T. Hoekstra ( 77' Tolhoek)                                                           |
| Oefenwedstrijd 5                                                                                | HVV Hollandia onder 16                                     | 5 – 2            | Ajax                                                                               | Opstelling Ajax |
| 9 januari 2024 Aanvangstijd: Plaats:                                                            |                                                            | Wedstrijdverslag |                                                                                    | |
| Oefenwedstrijd 6                                                                                | VfL Wolfsburg                                              | 3 – 0 (2 – 0)    | Ajax                                                                               | Opstelling Ajax |
| 13 januari 2023 Aanvangstijd: 16.00 uur Plaats: São João da Venda Estádio Algarve               | Riola Xhemaili 7' Ewa Pajor 10' Soraya Verhoeve 71' (e.d.) | Wedstrijdverslag |                                                                                    | Van Eijk ( 63' Van der Wal), Keijzer ( 46' Yohannes), De Sanders ( 63' Kardinaal), Spitse ( 63' Van de Velde), Weerden ( 63' Verhoeve), Noordam, Van Gool ( 63' Jansen), Noordman ( 63' Sabajo), Keukelaar ( 46' Grant), Leuchter ( 63' Tolhoek), T. Hoekstra ( 63' I. Hoekstra) |

### Eredivisie
|       | ADO Den Haag | AZ    | Excelsior Rotterdam | Feyenoord | Fortuna Sittard | sc Heerenveen | PEC Zwolle | PSV   | Telstar | FC Twente | FC Utrecht |
| ----- | ------------ | ----- | ------------------- | --------- | --------------- | ------------- | ---------- | ----- | ------- | --------- | ---------- |
| Thuis | 3 – 0        | 3 – 0 | 6 – 1               | 4 – 0     | 1 – 1           | 5 – 1         | 3 – 2      | 2 – 1 | 0 – 0   | 0 – 1     | 5 – 2      |
| Uit   | 1 – 3        | 1 – 2 | 1 – 3               | 0 – 1     | 0 – 4           | 2 – 1         | 1 – 3      | 3 – 3 | 2 – 5   | 0 – 3     | 0 – 2      |

| Speelronde 2                                                                                         | Excelsior Rotterdam                                                                              | 1 – 3 (1 – 2)    | Ajax                                                                                            | Opstelling Ajax |
| 15 september 2023 Aanvangstijd: 19.30 uur Plaats: Rotterdam Van Donge & De Roo Stadion               | Dana Breewel 45' Sabrine Ellouzi 90+7' Yentl van Goch 90+7'                                      | Wedstrijdverslag | 11', 17', 90+6' Romée Leuchter                                                                  | Van Eijk, Noordam, De Sanders, Spitse , Weerden, Sabajo ( 90+3' Jansen), Van Gool, Noordman, Grant ( 63' Keukelaar), Leuchter, Hoekstra ( 90+2' Tolhoek)                                           |
| Speelronde 3                                                                                         | Ajax                                                                                             | 0 – 0 (0 – 0)    | Telstar                                                                                         | Opstelling Ajax |
| 1 oktober 2023 Aanvangstijd: 16.45 uur Plaats: Amsterdam Sportpark De Toekomst                       |                                                                                                  | Wedstrijdverslag | 77' Anna van der Vlist 84' Isa Gomez 90' Puck Donker                                            | Van Eijk, Noordam, De Sanders, Spitse , Keijzer ( 76' Tolhoek), Yohannes, Van Gool, Sabajo ( 46' Kardinaal), Grant, Leuchter, Hoekstra ( 66' Keukelaar)                                            |
| Speelronde 4                                                                                         | Feyenoord                                                                                        | 0 – 1 (0 – 0)    | Ajax                                                                                            | Opstelling Ajax |
| 7 oktober 2023 Aanvangstijd: 14.00 uur Plaats: Rotterdam Sportcomplex Varkenoord                     | Zoï van de Ven 32' Celainy Obispo 90'                                                            | Wedstrijdverslag | 33' 64' Tiny Hoekstra                                                                           | Van Eijk, Noordam, De Sanders, Spitse , Weerden, Yohannes, Van Gool, Sabajo ( 71' Noordman), Grant ( 90' Tolhoek), Leuchter, Hoekstra ( 81' Keukelaar)                                             |
| Speelronde 6                                                                                         | Fortuna Sittard                                                                                  | 0 – 4 (0 – 1)    | Ajax                                                                                            | Opstelling Ajax |
| 22 oktober 2023 Aanvangstijd: 12.15 uur Plaats: Sittard Fortuna Sittard Stadion                      | Féli Delacauw 32' Jarne Teulings 87' Alieke Tuin 90+1'                                           | Wedstrijdverslag | 28', 53' Leuchter 39' Sherida Spitse 61', 68' Tiny Hoekstra                                     | Van Eijk, Noordam, De Sanders, Spitse , Weerden, Yohannes ( 81' Keijzer), Van Gool, Sabajo ( 62' Noordman), Grant ( 72' Jansen), Leuchter ( 81' Tolhoek, T. Hoekstra ( 72' Hoekstra)               |
| Speelronde 7                                                                                         | Ajax                                                                                             | 5 – 2 (2 – 2)    | FC Utrecht                                                                                      | Opstelling Ajax |
| 5 november 2023 Aanvangstijd: 12.15 uur Plaats: Amsterdam Sportpark De Toekomst                      | Lily Yohannes 21' Chasity Grant 30', 90+2' Tiny Hoekstra 53' Romée Leuchter 68'                  | Wedstrijdverslag | 34', 38' Eshly Bakker                                                                           | Van Eijk, Noordam, De Sanders, Spitse , Weerden ( 85' Verhoeve), Yohannes ( 85' De Klonia), Van Gool, Sabajo ( 74' Noordman), Grant, Leuchter ( 74' Tolhoek, T. Hoekstra ( 60' Keukelaar)          |
| Speelronde 8                                                                                         | PEC Zwolle                                                                                       | 1 – 3 (0 – 1)    | Ajax                                                                                            | Opstelling Ajax |
| 10 november 2023 Aanvangstijd: 19.30 uur Plaats: Zwolle Sportpark de Vegtlust                        | Zoë Zuidberg 72'                                                                                 | Wedstrijdverslag | 45+1' Romée Leuchter 77' Sherida Spitse 90+5' Chasity Grant                                     | Van Eijk, Noordam ( 63' De Klonia), Kardinaal, Spitse , Weerden ( 82' Verhoeve), Noordman ( 63' Yohannes), Van Gool ( 83' Jansen), Sabajo, Grant, Leuchter, T. Hoekstra ( 70' Keukelaar            |
| Speelronde 9                                                                                         | Ajax                                                                                             | 0 – 1 (0 – 1)    | FC Twente                                                                                       | Opstelling Ajax |
| 19 november 2023 Aanvangstijd: 12.15 uur Plaats: Amsterdam Sportpark De Toekomst                     | Lily Yohannes 69' Sherida Spitse 75'                                                             | Wedstrijdverslag | 22' Renate Jansen 27' Danique van Ginkel 83' Sophie te Brake                                    | Van Eijk, Noordam, De Sanders, Spitse , Weerden ( 46' Verhoeve), Sabajo ( 62' Noordman), Van Gool ( 83' Keukelaar), Yohannes ( 70' Kardinaal), Grant, Leuchter, T. Hoekstra                        |
| Speelronde 10                                                                                        | AZ                                                                                               | 1 – 2 (0 – 0)    | Ajax                                                                                            | Opstelling Ajax |
| 26 november 2023 Aanvangstijd: 12.15 uur Plaats: Wijdewormer Sportcomplex Kalverhoek                 | Floor Spaan 49'                                                                                  | Wedstrijdverslag | 47' Daliyah de Klonia 56' Lily Yohannes                                                         | Van Eijk, De Klonia ( 80' Keijzer), Kardinaal, Spitse ( 46' I. Hoekstra), Verhoeve, Sabajo, Noordman ( 62' Van Gool), Yohannes, Jansen, Leuchter ( 46' Tolhoek), Keukelaar ( 74' Grant)            |
| Speelronde 11                                                                                        | PSV                                                                                              | 3 – 3 (1 – 1)    | Ajax                                                                                            | Opstelling Ajax |
| 9 december 2023 Aanvangstijd: 14.00 uur Plaats: Eindhoven PSV Campus De Herdgang                     | Joëlle Smits 24' Melanie Bross 57' Isa Kardinaal 84' (e.d.) Chimera Ripa 90+1'                   | Wedstrijdverslag | 32' Quinty Sabajo 59' Romée Leuchter 75' Bente Jansen                                           | Van Eijk, Noordam, De Sanders ( 46' Kardinaal), Spitse , Weerden ( 82' Verhoeve), Sabajo ( 72' Van de Velde), Van Gool, Yohannes ( 46' Noordman), T. Hoekstra ( 72' Jansen), Leuchter, Grant       |
| Speelronde 1 (inhaalduel)                                                                            | Ajax                                                                                             | 3 – 0 (2 – 0)    | ADO Den Haag                                                                                    | Opstelling Ajax |
| 17 december 2023 Aanvangstijd: 12.15 uur Plaats: Amsterdam Sportpark De Toekomst                     | Tiny Hoekstra 12' Romée Leuchter 34', 77'                                                        | Wedstrijdverslag | 8' (pen.) Lobke Loonen                                                                          | Van Eijk, Noordam ( 87' De Klonia), De Sanders, Spitse ( 83' Kardinaal), Verhoeve, Sabajo, Van Gool ( 64' Van de Velde), Noordman, T. Hoekstra ( 82' I. Hoekstra), Leuchter ( 82' Tolhoek), Jansen |
| Speelronde 12                                                                                        | Ajax                                                                                             | 6 – 1 (4 – 0)    | Excelsior Rotterdam                                                                             | Opstelling Ajax |
| 20 januari 2024 Aanvangstijd: 16.30 uur Plaats: Amsterdam Sportpark De Toekomst                      | Sherida Spitse 13' Chasity Grant 14', 58' Bente Jansen 38' Lily Yohannes 41' Danique Tolhoek 87' | Wedstrijdverslag | 47' Kimberley Smit                                                                              | Van Eijk, Noordam, De Sanders, Spitse ( 46' Kardinaal), Weerden ( 82' Keijzer), Sabajo, Van Gool ( 46' Tolhoek), Yohannes, T. Hoekstra, Jansen, Grant                                              |
| Speelronde 13                                                                                        | Ajax                                                                                             | 1 – 1 (0 – 0)    | Fortuna Sittard                                                                                 | Opstelling Ajax |
| 27 januari 2024 Aanvangstijd: 16.30 uur Plaats: Amsterdam Sportpark De Toekomst                      | Lotte Keukelaar 73'                                                                              | Wedstrijdverslag | 65' Samantha van Diemen 81' María Ólafsdóttir Grós 90' Anna Knol                                | Van Eijk, Kardinaal ( 72' Keijzer), De Sanders, Spitse , Weerden, Sabajo ( 71' Yohannes), Van Gool, Van de Velde ( 71' Noordman), Grant, T. Hoekstra ( 58' Tolhoek), Keukelaar                     |
| Speelronde 14                                                                                        | Telstar                                                                                          | 2 – 4 (0 – 4)    | Ajax                                                                                            | Opstelling Ajax |
| 3 februari 2024 Aanvangstijd: 16.30 uur Plaats: Velsen-Zuid 711 Stadion                              | Carolina Wolters 49' Isa Gomez 51'                                                               | Wedstrijdverslag | 21' Danique Tolhoek 27' Quinty Sabajo 33' Danique Noordman 39' Lotte Keukelaar 63' Bente Jansen | Niënhuis, De Klonia, Kardinaal, Spitse ( 46' De Sanders), Keijzer, Sabajo ( 66' Van de Velde), Van Gool ( 46' Yohannes), Noordman, Keukelaar ( 57' I. Hoekstra), Tolhoek, Jansen                   |
| Speelronde 15                                                                                        | Ajax                                                                                             | 4 – 0 (1 – 0)    | Feyenoord                                                                                       | Opstelling Ajax |
| 10 februari 2024 Aanvangstijd: 14.00 uur Plaats: Amsterdam Johan Cruijff Arena Toeschouwers: 15,000  | Lily Yohannes 12' Romée Leuchter 48' (pen.) Tiny Hoekstra 52' Chasity Grant 63'                  | Wedstrijdverslag | 57' Jada Conijnenberg                                                                           | Van Eijk, Kardinaal, De Sanders ( 80' De Klonia), Spitse , Weerden, Sabajo, Van Gool, Yohannes ( 66' Van de Velde), Grant ( 80' I. Hoekstra), Leuchter ( 64' Tolhoek), T. Hoekstra ( 64' Jansen)   |
| Speelronde 5 (inhaalduel)                                                                            | Ajax                                                                                             | 5 – 1 (3 – 0)    | sc Heerenveen                                                                                   | Opstelling Ajax |
| 14 februari 2024 Aanvangstijd: 19.30 uur Plaats: Amsterdam Sportpark De Toekomst Toeschouwers: 2,000 | Romée Leuchter 13', 18' Danique Noordman 16' Tiny Hoekstra 81' Sherida Spitse 90' (pen.)         | Wedstrijdverslag | 85' Iris Teijema                                                                                | Van Eijk, Kardinaal ( 80' De Klonia), De Sanders, Spitse , Weerden ( 46' Keijzer), Yohannes ( 67' Sabajo), Van Gool ( 46' Van de Velde), Noordman, Grant ( 67' Jansen), Leuchter, T. Hoekstra      |
| Speelronde 16                                                                                        | FC Twente                                                                                        | 0 – 3 (0 – 2)    | Ajax                                                                                            | Opstelling Ajax |
| 3 maart 2024 Aanvangstijd: 12.15 uur Plaats: Enschede De Grolsch Veste Toeschouwers: 6.200           |                                                                                                  | Wedstrijdverslag | 25' Romée Leuchter 38' Nadine Noordam 72' Jonna van de Velde                                    | Van Eijk, Kardinaal, De Sanders ( 74' I. Hoekstra), Spitse , De Klonia, Noordam, Van Gool ( 85' Sabajo), Yohannes ( 63' Van de Velde), Grant, Leuchter ( 85' Tolhoek), Jansen ( 63' Keukelaar)     |
| Speelronde 17                                                                                        | FC Utrecht                                                                                       | 0 – 2 (0 – 0)    | Ajax                                                                                            | Opstelling Ajax |
| 10 maart 2024 Aanvangstijd: 12.15 uur Plaats: Utrecht Sportcomplex Zoudenbalch Toeschouwers:         | Amber Visscher 90+6'                                                                             | Wedstrijdverslag | 57' Nadine Noordam 61' Isa Kardinaal 90+4' Romée Leuchter                                       | Van Eijk, Kardinaal, De Sanders, Spitse , Keijzer ( 46' De Klonia), Noordam, Van Gool, Yohannes ( 63' Van de Velde), T. Hoekstra ( 63' Jansen), Leuchter, Keukelaar ( 81' I. Hoekstra)             |
| Speelronde 18                                                                                        | Ajax                                                                                             | 3 – 2 (2 – 0)    | PEC Zwolle                                                                                      | Opstelling Ajax |
| 23 maart 2024 Aanvangstijd: 14.00 uur Plaats: Amsterdam Sportpark De Toekomst Toeschouwers:          | Romée Leuchter 20', 23', 48' Danique Tolhoek 90+1'                                               | Wedstrijdverslag | 59' Kely Pruim 78' Sterre Kroezen 90' (e.d ) Sherida Spitse                                     | Van Eijk, Keijzer, De Sanders, Spitse , De Klonia ( 46' Verhoeve), Noordam ( 46' Sabajo), Van Gool ( 76' Noordman), Yohannes, Grant ( 60' Keukelaar), Leuchter ( 76' Tolhoek), Jansen              |
| Speelronde 19                                                                                        | sc Heerenveen                                                                                    | 2 – 1 (0 – 1)    | Ajax                                                                                            | Opstelling Ajax |
| 31 maart 2024 Aanvangstijd: 14.30 uur Plaats: Heerenveen Abe Lenstra Stadion Toeschouwers:           | Janneke Ennema 52' Lyanne Iedema 58' Merel Bormans 74' Sanne van der Velde 90+4'                 | Wedstrijdverslag | 28' Tiny Hoekstra                                                                               | Van Eijk, Kardinqal ( 46' Noordam) ( 70' Keijzer), De Sanders, Spitse , Verhoeve ( 76' Keukelaar), Noordman, Van Gool ( 76' Danique Tolhoek), Yohannes ( 46' Sabajo), Grant, Leuchter, T. Hoekstra |
| Speelronde 20                                                                                        | Ajax                                                                                             | 3 – 0 (1 – 0)    | AZ                                                                                              | Opstelling Ajax |
| 25 april 2024 Aanvangstijd: 19.30 uur Plaats: Amsterdam Sportpark De Toekomst Toeschouwers:          | Romée Leuchter 18', 55' Danique Tolhoek 79'                                                      | Wedstrijdverslag | 45+1' Veerle van der Most 49' Romaissa Boukakar 68' Manique de Vette 72' Yaël Mollink           | Van Eijk, Keijzer, Spitse , De Sanders, Verhoeve, Noordam, Van Gool ( 86' Sabajo(, Yohannes ( 86' Van de Velde), Grant ( 9' Keukelaar), Leuchter ( 76' Tolhoek), T. Hoekstra ( 64' Jansen)         |
| Speelronde 21                                                                                        | Ajax                                                                                             | 2 – 1 (1 – 0)    | PSV                                                                                             | Opstelling Ajax |
| 1 mei 2024 Aanvangstijd: 14.00 uur Plaats: Amsterdam Sportpark De Toekomst Toeschouwers:             | Nadine Noordam 16' Lily Yohannes 27' Sherida Spitse 84' (pen.) Danique Tolhoek 90+2'             | Wedstrijdverslag | 69' (e.d.) Isa Kardinaal                                                                        | Van Eijk, Kardinaal, De Sanders, Spitse , De Klonia ( 66' Keijzer), Noordam, Van Gool ( 78' Noordman), Yohannes ( 58' Van de Velde), Keukelaar, Leuchter ( 66' Tolhoek), T. Hoekstra ( 78' Jansen) |
| Speelronde 22                                                                                        | ADO Den Haag                                                                                     | 1 – 3 (1 – 1)    | Ajax                                                                                            | Opstelling Ajax |
| 11 mei 2024 Aanvangstijd: 16.30 uur Plaats: Den Haag Bingoal Stadion Toeschouwers:                   | Lobke Loonen 41' (pen.) Manon van Raay 45+1'                                                     | Wedstrijdverslag | 36' Danique Tolhoek 40' Kay-lee de Sanders 63' Lily Yohannes 84' Tiny Hoekstra                  | Van Eijk, Kardinaal, Spitse ( 65' Keijzer), De Sanders, De Klonia ( 72' Verhoeve), Noordam, Van Gool ( 65' Van de Velde), Yohannes ( 85' Tromp), T. Hoekstra, Tolhoek, Grant ( 46' Keukelaar)      |

### KNVB Beker
| Achtste finale                                                                  | FC Eindhoven AV                                       | 0 – 9 (0 – 3)               | Ajax | Opstelling Ajax | |
| 17 februari 2024 Aanvangstijd: 15:45 uur Plaats: Eindhoven Genneper Sportparken |                                                       | Wedstrijdverslag            | 21', 77' Quinty Sabajo 33' Jonna van de Velde 45+1' Tiny Hoekstra 59', 74' Nadine Noordam 69' Daliyah de Klonia 72' Romée Leuchter 78' Bente Jansen | Van Eijk, Weerden ( 75' Keijzer), De Sanders, Spitse ( 62' Kardinaal), De Klonia,Van de Velde, Van Gool ( 46' Noordam), Sabajo, Grant ( 62' Keukelaar), Leuchter, T. Hoekstra ( 46' Jansen)       | |
| Kwartfinale                                                                     | Jong Ajax                                             | 1 – 5 (0 – 2)               | Ajax | Opstelling Jong Ajax | Opstelling Ajax |
| 14 maart 2024 Aanvangstijd: 19:30 uur Plaats: Amsterdam Sportpark De Toekomst   | Mirte van Koppen 80'                                  | Wedstrijdverslag            | 18', 21', 57' (pen.) Romée Leuchter 69', 79' Danique Tolhoek                                                                                        | Van der Weide, Huisman, Valk, Den Turk, Rademaker ( 75' Verloop), Stengs ( 81' Vijlbrief), Van Hensbergen, Proost ( 66' Masnaoui), Dostmohamed ( 81' Harting), Van Koppen, Touzani ( 75' Harting) | Van Eijk, De Klonia ( 46' Verhoeve), Kardinaal, Spitse , Keijzer ( 65' Tolhoek), Sabajo, Noordam, Van de Velde, Grant ( 65' T. Hoekstra), Leuchter ( 65' Noordman), Jansen ( 73' Keukelaar) |
| Halve finale                                                                    | Ajax                                                  | 1 – 1 (2 – 1 na verlenging) | Feyenoord | Opstelling Ajax | |
| 16 april 2024 Aanvangstijd: 19.30 uur Plaats: Amsterdam Sportpark De Toekomst   | Tiny Hoekstra 39' Sherida Spitse 94' (pen.)           | Wedstrijdverslag            | 67' Ella Van Kerkhoven | Van Eijk, Kardinaal ( 104' Keijzer), De Sanders, Spitse , De Klonia, Noordam, Van Gool, Van de Velde ( 104' Noordman), Grant, Leuchter, T. Hoekstra ( 74' Keukelaar)                              | |
| Finale                                                                          | Ajax                                                  | 3 – 1 (0 – 0)               | Fortuna Sittard | Opstelling Ajax | |
| 20 mei 2024 Aanvangstijd: 14.30 uur Plaats: Tilburg Koning Willem II Stadion    | Nadine Noordam 54' Rosa van Gool 58' Bente Jansen 85' | Wedstrijdverslag            | 65' Féli Delacauw | Van Eijk, De Klonia ( 8u' Keijzer), Kardinaal, De Sanders, Weerden ( 90' Verhoeve), Noordam , Van Gool, Yohannes ( 79' Noordman), Grant ( 87' Tolhoek), Hoekstra, Keukelaar ( 79' Jansen)         | |

### Supercup
| Finale                                                                 | Ajax                                 | 2 – 5 (0 – 2)    | FC Twente                                                                                             | Opstelling Ajax |
| 2 september 2023 Aanvangstijd: 14.00 uur Plaats: Amsterdam De Toekomst | Tiny Hoekstra 49' Romée Leuchter 85' | Wedstrijdverslag | 1' Liz Rijsbergen 42', 59' Renate Jansen 65' Wieke Kaptein 78' Suus Verdaasdonk 81' Eva Oude Elberink | Van der Wal ( 75' Van Eijk), De Sanders, Spitse ( 62' Noordman), Van Gool, Yohannes, T. Hoekstra, Grant, Noordam, Weerden ( 76' Keijzer), Leuchter ( 86' Tolhoek), Sabajo ( 76' Jansen) |

### Eredivisie Cup
| Halve Finale                                                      | Ajax                                                   | 1 – 1 (1 – 2 na verlenging) | PSV                                                                                | Opstelling Ajax |
| 15 mei 2024 Aanvangstijd: 19.30 uur Plaats: Amsterdam De Toekomst | Nadine Noordam 54' Tiny Hoekstra 78' Lois Niënhuis 97' | Wedstrijdverslag            | 45' Laura Strik 88' Veerle Buurman 97' (pen) 104' Joëlle Smits 120+1' Zera Hulswit | Niënhuis, Keijzer ( 91' Verhoeve), Spitse ( 39' De Sanders), Kardinaal, Weerden ( 62' De Klonia), Noordam, Sabajo ( 62' Yohannes), Van de Velde, Grant ( 62' T. Hoekstra), Tolhoek, Jansen ( 84' Noordman) |

### Champions League
| 1e kwalificatieronde (Finale)                                                                       | Ajax | 3 – 0 (2 – 0)    | Dinamo-BGU Minsk                                                                        | Opstelling Ajax |
| 9 september 2023 Aanvangstijd: 17.00 uur Plaats: Orhei CSR Orhei                                    | Romée Leuchter 30', 86' Sherida Spitse 43' (pen.) Danique Noordman 61' Chasity Grant 72'                  | Wedstrijdverslag | 88' Arina Sitnikova                                                                     | Van Eijk, Noordam ( 73' Sabajo), De Sanders, Spitse , Weerden ( 84' Keijzer), Noordman, Van Gool ( 73' Tolhoek), Yohannes, Grant ( 84' I. Hoekstra), Leuchter, T. Hoekstra ( 63' Jansen)         |
| 2e kwalificatieronde                                                                                | FC Zürich                                                                                                 | 0 – 6 (0 – 2)    | Ajax                                                                                    | Opstelling Ajax |
| 11 oktober 2023 Aanvangstijd: 20.00 uur Plaats: Zürich Letzigrund                                   | Romy Baraniak 59' Fabienne Humm 87'                                                                       | Wedstrijdverslag | 9' 32' Quinty Sabajo 34' Chasity Grant 47', 56', 60' Romée Leuchter 89' Danique Tolhoek | Van Eijk, Noordam, Spitse , De Sanders, Weerden ( 83' De Klonia), Sabajo ( 61' Noordman), Van Gool, Yohannes ( 74' Tolhoek), Grant ( 83' I. Hoekstra), Leuchter, T. Hoekstra ( 74' Jansen)       |
| 2e kwalificatieronde                                                                                | Ajax | 2 – 0 (0 – 0)    | FC Zürich                                                                               | Opstelling Ajax |
| 18 oktober 2023 Aanvangstijd: 19.00 uur Plaats: Amsterdam De Toekomst                               | Romée Leuchter 73', 87'                                                                                   | Wedstrijdverslag | 79' Julia Stierli                                                                       | Van Eijk, Noordam, Spitse ( 63' Kardinaal), De Sanders, Weerden ( 63' Verhoeve), Sabajo, Van Gool ( 63' Noordman), Yohannes ( 81' Keijzer), Grant, Leuchter ( 81' Tolhoek), T. Hoekstra          |
| Groepsfase                                                                                          | Ajax | 2 – 0 (2 – 0)    | Paris Saint-Germain Féminines                                                           | Opstelling Ajax |
| 15 november 2023 Aanvangstijd: 21.00 uur Plaats: Amsterdam Johan Cruijff ArenA Toeschouwers: 13.106 | Tiny Hoekstra 34' Sherida Spitse 45+1' (pen.) Nadine Noordam 45+4' Chasity Grant 78' Romée Leuchter 90+3' | Wedstrijdverslag |                                                                                         | Van Eijk, Kardinaal ( 67' Keijzer), Spitse , De Sanders, Weerden, Noordam ( 67' Van de Velde), Van Gool ( 78' Noordman), Yohannes ( 78' Sabajo), Grant, Leuchter, T. Hoekstra ( 85' I. Hoekstra) |
| Groepsfase                                                                                          | AS Roma                                                                                                   | 3 – 0 (2 – 0)    | Ajax                                                                                    | Opstelling Ajax |
| 23 november 2023 Aanvangstijd: 21.00 uur Plaats: Rome Stadio Tre Fontane                            | Valentina Giacinti 5', 14' Manuela Giugliano 47'                                                          | Wedstrijdverslag | 49' Milicia Keijzer 89' Sherida Spitse                                                  | Van Eijk, Keijzer ( 84' De Klonia), Spitse , Kardinaal, Weerden, Noordam, Van Gool ( 63' Sabajo), Noordman, Grant ( 63' Jansen), Leuchter ( 84' Tolhoek), T. Hoekstra ( 36' Keukelaar)           |
| Groepsfase                                                                                          | FC Bayern München                                                                                         | 1 – 1 (1 – 1)    | Ajax                                                                                    | Opstelling Ajax |
| 14 december 2023 Aanvangstijd: 18.45 uur Plaats: München FC Bayern Campus                           | Lea Schüller 2'                                                                                           | Wedstrijdverslag | 35' Tiny Hoekstra 38' Chasity Grant 40' Lily Yohannes                                   | Van Eijk, Keijzer, Spitse , De Sanders ( 64' Kardinaal), Weerden, Noordam, Van Gool, Yohannes ( 64' Noordman), Grant ( 72' Keukelaar), Leuchter, T. Hoekstra ( 89' Verhoeve)                     |
| Groepsfase                                                                                          | Ajax | 1 – 0 (1 – 0)    | FC Bayern München                                                                       | Opstelling Ajax |
| 20 december 2023 Aanvangstijd: 18.45 uur Plaats: Amsterdam Johan Cruijff ArenA Toeschouwers: 20.413 | Sherida Spitse 19' Romée Leuchter 44'                                                                     | Wedstrijdverslag | 64' Sydney Lohmann                                                                      | Van Eijk, Keijzer, Spitse , De Sanders, Weerden, Noordam, Van Gool ( 83' Van de Velde), Yohannes ( 60' Noordman), Grant, Leuchter, Hoekstra ( 84' Keukelaar)                                     |
| Groepsfase                                                                                          | Paris Saint-Germain Féminines                                                                             | 3 – 1 (3 – 1)    | Ajax                                                                                    | Opstelling Ajax |
| 24 januari 2024 Aanvangstijd: 21.00 uur Plaats: Parijs Parc des Princes                             | Marie-Antoinette Katoto 7', 25' Jackie Groenen 9' Grace Geyoro 40' Sakina Karchaoui 61'                   | Wedstrijdverslag | 12' Nadine Noordam 31' Romée Leuchter 81' Jonna van de Velde 83' Lily Yohannes          | Van Eijk, Kardinaal ( 89' Keijzer), De Sanders, Spitse , Weerden, Noordam, Van Gool ( 72' Van de Velde), Yohannes ( 89' Noordman), Grant ( 80' Keukelaar), Leuchter ( 46' Tolhoek), T. Hoekstra  |
| Groepsfase                                                                                          | Ajax | 2 – 1 (1 – 1)    | AS Roma                                                                                 | Opstelling Ajax |
| 30 januari 2024 Aanvangstijd: 21.00 uur Plaats: Amsterdam Johan Cruijff ArenA Toeschouwers: 15.500  | Sherida Spitse 31' Tiny Hoekstra 45' Chasity Grant 58' Zara Kramžar 84' (e.d.)                            | Wedstrijdverslag | 32' Elisa Bartoli 72' Lucia di Guglielmo                                                | Van Eijk, Keijzer ( 88' Kardinaal), De Sanders, Spitse , Weerden, Noordam ( 88' Noordman), Van Gool ( 78' Van de Velde), Yohannes, Grant, Leuchter, T. Hoekstra ( 63' Keukelaar)                 |

UEFA Women’s Champions League 2023/24 Groep C 
| Pos | Team                | Wed | W | G | V | Ptn | DV | DT | +/− | Kwalificatie      |       | PSG   | AJA   | BAY   | ROM   |
| --- | ------------------- | --- | - | - | - | --- | -- | -- | --- | ----------------- | ----- | ----- | ----- | ----- | ----- |
| 1   | Paris Saint-Germain | 6   | 3 | 1 | 2 | 10  | 10 | 8  | +2  | Naar kwartfinales |       |       | 3 – 1 | 0 – 1 | 2 – 1 |
| 2   | Ajax                | 6   | 3 | 1 | 2 | 10  | 7  | 8  | −1  | Naar kwartfinales |       | 2 – 0 |       | 1 – 0 | 2 – 1 |
| 3   | Bayern München      | 6   | 1 | 4 | 1 | 7   | 8  | 8  | 0   |                   |       | 2 – 2 | 1 – 1 |       | 2 – 2 |
| 4   | AS Roma             | 6   | 1 | 2 | 3 | 5   | 10 | 11 | −1  |                   | 1 – 3 | 3 – 0 | 2 – 2 |       |       |

| Kwartfinale                                                                                      | Ajax                                 | 0 – 3 (0 – 2)    | Chelsea                                 | Opstelling Ajax |
| 19 maart 2024 Aanvangstijd: 18.45 uur Plaats: Amsterdam Johan Cruijff ArenA Toeschouwers: 35.991 | Lily Yohannes 14'                    | Wedstrijdverslag | 19' Lauren James 44', 83' Sjoeke Nüsken | Van Eijk, Keijzer, Kardinaal, De Sanders, De Klonia, Noordam , Van Gool ( 87' Noordman), Yohannes ( 66' Van de Velde), Grant, Leuchter, T. Hoekstra ( 73' Keukelaar)                              |
| Kwartfinale                                                                                      | Chelsea                              | 1 – 1 (1 – 0)    | Ajax                                    | Opstelling Ajax |
| 27 maart 2024 Aanvangstijd: 21.00 uur Plaats: Londen Stamford Bridge                             | Mayra Ramirez 33' Ève Périsset 90+2' | Wedstrijdverslag | 65' Chasity Grant                       | Van Eijk, Kardinaal ( 76' Verhoeve), De Sanders ( 87' Tolhoek), Spitse , De Klonia ( 46' Keijzer), Noordam, Van Gool, Van de Velde ( 68' Noordman), Grant, Leuchter, T. Hoekstra ( 68' Keukelaar) |

## Statistieken Ajax 2023/2024

### Eindstand Ajax in de Nederlandse Eredivisie Vrouwen 2023 / 2024
| Stand | Gespeeld | Gewonnen | Gelijk | Verloren | Punten | Doelpunten voor | Doelpunten tegen | Gele kaarten | Rode kaarten |
| ----- | -------- | -------- | ------ | -------- | ------ | --------------- | ---------------- | ------------ | ------------ |
| 2e    | 22       | 17       | 3      | 2        | 54     | 62              | 20               | 9            | 0            |

### Topscorers
| #      | Naam               | Goal |
| ------ | ------------------ | ---- |
| 1.     | Romée Leuchter     | 20   |
| 2.     | Tiny Hoekstra      | 9    |
| 3.     | Chasity Grant      | 6    |
| 4.     | Lily Yohannes      | 5    |
| 5.     | Nadine Noordam     | 4    |
| 5.     | Sherida Spitse     | 4    |
| 5.     | Danique Tolhoek    | 4    |
| 8.     | Lotte Keukelaar    | 2    |
| 8.     | Danique Noordman   | 2    |
| 8.     | Quinty Sabajo      | 2    |
| 10.    | Daliyah de Klonia  | 1    |
| 10.    | Jonna van de Velde | 1    |
| Totaal | Totaal             | 62   |

| #      | Naam               | Goal |
| ------ | ------------------ | ---- |
| 1.     | Romée Leuchter     | 4    |
| 2.     | Nadine Noordam     | 3    |
| 3.     | Tiny Hoekstra      | 2    |
| 3.     | Bente Jansen       | 2    |
| 3.     | Quinty Sabajo      | 2    |
| 3.     | Danique Tolhoek    | 2    |
| 7.     | Rosa van Gool      | 1    |
| 7.     | Tiny Hoekstra      | 1    |
| 7.     | Daliyah de Klonia  | 1    |
| 7.     | Sherida Spitse     | 1    |
| 7.     | Jonna van de Velde | 1    |
| Totaal | Totaal             | 19   |

| #      | Naam           | Goal |
| ------ | -------------- | ---- |
| 1.     | Tiny Hoekstra  | 1    |
| 1.     | Romée Leuchter | 1    |
| Totaal | Totaal         | 2    |

| #      | Naam          | Goal |
| ------ | ------------- | ---- |
| 1.     | Tiny Hoekstra | 1    |
| Totaal | Totaal        | 1    |

| #              | Naam                   | Goal |
| -------------- | ---------------------- | ---- |
| 1.             | Romée Leuchter         | 9    |
| 2.             | Chasity Grant          | 3    |
| 3.             | Sherida Spitse         | 2    |
| 3.             | Tiny Hoekstra          | 2    |
| 3.             | Quinty Sabajo          | 1    |
| 3.             | Danique Tolhoek        | 1    |
| Eigen doelpunt |                        |      |
| 1.             | Zara Kramzar (AS Roma) | 1    |
| Totaal         | Totaal                 | 19   |

| #      | Naam              | Goal |
| ------ | ----------------- | ---- |
| 1.     | Romée Leuchter    | 4    |
| 2.     | Isabelle Hoekstra | 1    |
| 2.     | Tiny Hoekstra     | 1    |
| 2.     | Danique Tolhoek   | 1    |
| Totaal | Totaal            | 7    |

### Kaarten
| #      | Naam               | Kreeg geel |
| ------ | ------------------ | ---------- |
| 1.     | Sherida Spitse     | 2          |
| 1.     | Danique Tolhoek    | 2          |
| 1.     | Lily Yohannes      | 2          |
| 4.     | Tiny Hoekstra      | 1          |
| 4.     | Isa Kardinaal      | 1          |
| 4.     | Kay-lee de Sanders | 1          |
| Totaal | Totaal             | 9          |

| #      | Naam   | Kreeg voor de tweede keer geel en dus rood |
| ------ | ------ | ------------------------------------------ |
| –      |        | 0                                          |
| Totaal | Totaal | 0                                          |

| #      | Naam   | Weggestuurd |
| ------ | ------ | ----------- |
| –      |        | 0           |
| Totaal | Totaal | 0           |

| #      | Naam               | Kreeg geel |
| ------ | ------------------ | ---------- |
| 1.     | Chasity Grant      | 3          |
| 1.     | Sherida Spitse     | 3          |
| 1.     | Lily Yohannes      | 3          |
| 4.     | Nadine Noordam     | 2          |
| 5.     | Daliyah de Klonia  | 1          |
| 5.     | Tiny Hoekstra      | 1          |
| 5.     | Romée Leuchter     | 1          |
| 5.     | Milicia Keijzer    | 1          |
| 5.     | Danique Noordman   | 1          |
| 5.     | Quinty Sabajo      | 1          |
| 5.     | Jonna van de Velde | 1          |
| Totaal | Totaal             | 18         |

## Voetnoten
ADO Den Haag · 
Ajax · 
AZ · 
Excelsior · 
Feyenoord · 
Fortuna Sittard · 
sc Heerenveen · 
PEC Zwolle · 
PSV · 
Telstar · 
FC Twente · 
FC Utrecht